# Route nationale 315
Pour les articles homonymes, voir Route nationale 315 (homonymie).
La route nationale 315, ou RN 315, est une route nationale française reliant l'autoroute A15 à la commune de Gennevilliers. Le décret du 5 décembre 2005 prévoit son maintien dans le réseau national.

## Tracé
Elle suit en fait le tracé du prolongement non réalisé de l'A15 vers la porte Pouchet et le boulevard périphérique de Paris. 
En partant du nord, elle commence à l'échangeur entre la A15 et l'autoroute A86.
Elle passe sous le rond-point Pierre-Timbaud par le tunnel des Sévines, qui longe le boulevard Zéphirin-Camélinat.
Une seule chaussée a été construite et elle ne va que jusqu'au pont de Gennevilliers (également appelé pont de Lorraine) entre Asnières-sur-Seine et Clichy en doublant l'avenue Laurent-Cély. 
Au-delà de la Seine, l'avenue de la Liberté, à Clichy et Saint-Ouen assurera le lien entre le pont de Gennevilliers et la gare de Saint-Ouen.

## Le bidonville de Gennevilliers
Au début de l'année 2017 un bidonville a vu le jour le long de la route nationale 315, sous la forme d'un camp d'habitations précaires. Son installation a rapidement été dénoncée par la municipalité de Gennevilliers, mais aucune solution de relogement n'avait été trouvée au cours de l'été 2017 malgré une décision de justice du 4 mai 2017 ordonnant son démantèlement. La situation sanitaire et sociale y est dramatique. Une manifestation de blocage de la RN 315 a d'ailleurs été organisée par les élus locaux pour tenter de faire bouger les choses. En septembre 2017, ce bidonville était démantelé.

## Ancien tracé de Barentin à Veules-les-Roses (D 142)
Auparavant, la RN 315 reliait Barentin à Veules-les-Roses et a été déclassée prématurément en RD 142 en 1962.
Principales agglomérations traversées :
- Barentin D 142 (km 0)
- Pavilly (km 2,5)
- Limésy (km 8)
- Yerville (km 15)
- Saint-Laurent-en-Caux (km 24)
- Fontaine-le-Dun (km 32)
- Veules-les-Roses D 142 (km 40)